# Čechomor

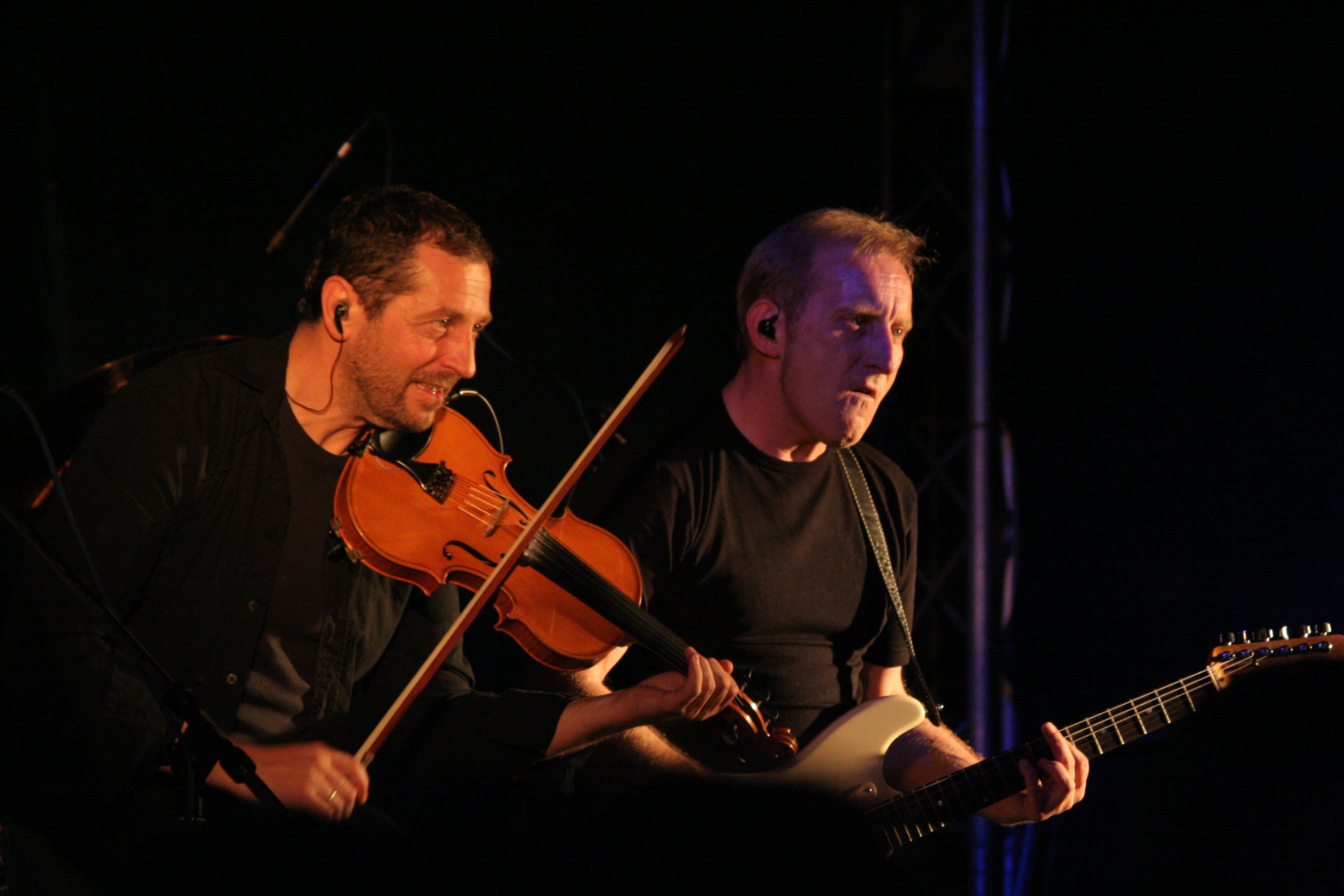
Karel Holas et František Černý lors d'un concert de Čechomor.

Čechomor est un groupe tchèque. Leur musique mélange instruments traditionnels (violon, accordéon, violoncelle, cuivres) et plus spécifiquement rock, comme la guitare électrique et la batterie. Le groupe puise son inspiration dans les chansons populaires tchèques, moraves, silésiennes ou encore slovaques. 

## Histoire du groupe
Le groupe vit le jour au printemps de l'année 1988, sous le nom de Českomoravská nezávislá hudební společnost. Les membres étaient alors Jiří Břenek (violon et chant), František Černý (Guitare et chant), Jiří Michálek (harmonica) et Antonín Svoboda (violon). Tous avaient une expérience dans la musique traditionnelle accompagnant les mariages et enterrements et, dans la pure tradition nationale, portaient le "kroje". Le groupe édite son premier album, Dověcnosti, au tournant des années 1990 - 1991. Il est composé de 18 chansons populaires, alors peu connus du grand public. En 1994, les musiciens évoluent progressivement vers un style plus électrique, sans pour autant abandonner l'acoustique. De plus, de nouveaux membres intègrent la formation : les batteurs Martin Rychta et Michal Pavlík, et entre 1994 et 1996, le violoniste Karel Holas. 
En 1996, le groupe décida de raccourcir son nom de scène en Českomoravská hudební společnost, et sortie son meilleur album d’après les critiques: Mezi Horami (16 pistes). La même année, décéda à la suite d'une maladie grave le violoniste et chanteur du groupe Jiří Břenek. En 2000, sort l'album éponyme Čechomor, nom qui servira désormais à désigner le groupe lui-même. Čechomor entame une série de tournées, aux côtés de célèbres chanteurs et musiciens tchèques à l'instar de  Lenka Dusilová ou encore Jaromir Nohavica. 
En 2001, le groupe donne son fameux concert au célèbre opéra de Prague, le Rudolfinum. Les musiciens du groupe de rock/folk joue alors, pour un concert exceptionnel, avec l'orchestre philharmonique de Prague. Il faut mentionner que l’événement fut arrangé par le frontman du groupe de punk/métal anglais Killing Joke, Jaz Coleman, qui contribua également au prochain album de Čechomor, Proměny. L'orchestre philharmonique de la capitale tchèque opéra aussi sur cet album. 
En 2002, en collaboration avec Jaromir Nohavica, Jaz Coleman et le réalisateur Petr Zelenka, Čechomor réalise le documentaire fictif Rok ďábla.    
En 2008-2009, le groupe décide d'enregistrer une trilogie d'albums, gravitant autour des légendes tchèques et moraves : Contes du fort et du château. Ce sont des albums chantés et parlés, le chant donnant suite à une petite histoire racontée en préalable. Cette trilogie prouve définitivement que le groupe reste attaché aux thèmes traditionnels et folkloriques de son pays natal. On peut également noter une collaboration sur cet album avec la chanteuse tchèque Ewa Farna.

## Discographie

### Albums studio et live, compilation
- 1991 : Dověcnosti
- 1996 : Mezi Horami
- 2000 : Čechomor
- 2001 : Proměny, interprétation de compositions de Jaz Coleman avec l'Orchestre National de Prague
- 2002 : Rok ďábla, bande originale du film homonyme, avec entre autres Jaromír Nohavica et Killing Joke
- 2002 : Čechomor live
- 2003 : Proměny Tour 2003 (live)
- 2004 : Čechomor 1991 - 1996, compilation
- 2005 : Co sa stalo nové
- 2006 : Stalo sa živě
- 2007 : Sváteční Čechomor
- 2008 : Pověsti moravských hradů a zámků
- 2009 : Pověsti českých hradů a zámků
- 2009 : Pověsti slezských hradů a zámků
- 2010 : Písně z hradů a zámků
- 2011 : Místečko

## Sources
- (en) Prague Post du 20 mars 2002.